# Michał Winnicki
Michał Winnicki (ur. 1988) – polski przedsiębiorca medialny, właściciel MWE Networks.

## Wykształcenie
Jest absolwentem ekonomii i zarządzania na Uniwersytecie Szczecińskim.

## W Polsce
Został producentem telewizyjnym już w wieku dwudziestu lat przygotowując program „High Score” na temat gier komputerowych, nadawany przez telewizję Jerzego Owsiaka – O.TV (dostępnej na platformie satelitarnej „n”). W tym czasie handlował również sprzętem RTV. Następnie pozyskując wsparcie finansowe od Allegro, realizował magazyn „AlleGra” w TV4. Program prowadził Marcin Sońta z Radia Zet, który przylatywał do Szczecina na nagrania w weekendy. Podczas jednego spotkania nagrywano dwa lub trzy odcinki programu. Także dla TV4 realizował program turystyczno-podróżniczy „Letni wakacjometr”, a w TV Biznes programy z cyklu „GOLF Pasja i Sport” i „Darz bór” o łowiectwie, a także "High Score czyli gra w biznes". Współpracował w tym czasie również z telewizją rolniczą TVR. Przełomem w karierze okazało się stworzenie w 2013 roku kanału z muzyką disco–polo – Power TV. W połowie 2020 roku Winnicki zakupił od Discovery większościowe udziały w telewizji NTL nadającej w województwie łódzkim i śląskim (95% udziałów). Niedługo potem zmienił nazwę stacji na TVC. W 2020 roku wraz z Romanem Młodkowskim uruchomił telewizję Biznes24. Na koniec 2020 roku Michał Winnicki był już nadawcą dwunastu ogólnopolskich kanałów telewizyjnych, w tym oprócz wyżej wspomnianych między innymi: Nuta.TV, Adventure HD, Top Kids, Home TV, Gold TV, Super TV, Top Kids JR, Filmax oraz Ultra TV 4K. Firmy należące do Winnickiego są również operatorami 3 lokalnych multipleksów naziemnej telewizji cyfrowej. Od 2019 roku sprzedażą czasu reklamowego sześciu stacji Michała Winnickiego (Power TV, Adventure HD, TOP KIDS, Nuta.TV HD, TO!TV oraz TVR), zajmuje się Biuro Reklamy TVP. 25 lutego 2021 roku Krajowa Rada Radiofonii i Telewizji przyznała koncesje kolejnej stacji należącej do Winnickiego – Antena TV (pierwotnie kanał miał się nazywać Silver TV). Będzie ona nadawać na multipleksie MUX–1 materiały kierowane do osób powyżej 50. roku życia. Winnicki złożył w konkursie wnioski na jeszcze dwa kanały: TVC Nostalgia i Tele Rozrywka. Główna siedziba firmy Michał Winnicki Entertainment zarządzającej oddziałami w Warszawie, w Pradze i w Wilnie znajduje się w Szczecinie przy ulicy Teofila Firlika 31. W rozmowie z dwumiesięcznikiem „Press” Michał Winnicki poinformował, że zakupił już działkę pod budowę nowej siedziby firmy na rogu ulic Heyki i Maklerskiej na odrzańskiej wyspie Kępa Parnicka, w okolicy dworca PKP – Szczecin Główny. Nowy biurowiec będzie nazywał się Power Tower.

## Za granicą
Jako nadawca kanałów tematycznych działa również w Czechach, na Słowacji oraz na Litwie, gdzie nadaje międzynarodowe wersje kanałów Power TV, Adventure, Nuta.TV i Top Kids.